# 夏尔·路易·阿方斯·拉韦朗
夏尔·路易·阿方斯·拉韦朗 （法語：Charles Louis Alphonse Laveran，1845年6月18日—1922年5月18日），法國醫師。1880年在阿爾吉利亞君士坦丁的軍醫院工作時，拉韋朗發現瘧疾是由一種原生動物（瘧原蟲）造成，這是第一次發現原生動物具有造成疾病的能力。1901年，他描述了造成非洲昏睡病的錐體蟲。他對原生動物的研究與發現，使他獲得了1907年的諾貝爾生理學或醫學獎。
逝世以後，後人將拉韋朗安葬於巴黎的蒙帕拿斯公墓。